# Przemysław Zamojski
Przemysław Zamojski (Elbląg, 16 de diciembre de 1986) es un baloncestista polaco que juega en la posición de escolta. Además de haber jugado baloncesto 5x5 profesionalmente, participa en competiciones de baloncesto 3x3. Representó a su país a nivel internacional en ambas modalidades.

## Trayectoria
Surgido de la cantera del Truso Elbląg, en 2005 dejó su país para enrolarse en el Independence Community College de Independence, Kansas, y jugar así con los Pirates en los torneos de la NJCAA. Sin embargo, tras un año allí, regresó a Polonia con una propuesta del Prokom Trefl Sopot. En ese club, uno de los más dominantes del baloncesto polaco, Zamojski terminó su proceso de desarrollo como jugador. Posteriormente el club cambió su nombre a Asseco Prokom Gdynia y el escolta siguió vinculado a la institución, sumando temporada a temporada más minutos en la Polska Liga Koszykówki.
En julio de 2012 fichó con el Trefl Sopot, sin embargo a mitad de temporada retornó al Asseco Prokom Gdynia. 
Zamojski dejó definitivamente al Asseco Prokom Gdynia en el verano de 2013, habiendo ganado con el club el título de la PLK en seis ocasiones y la Copa de Polonia en dos. Su siguiente destino fue el Basket Zielona Góra, equipo con el que jugaría los siguientes siete años, ganando nuevamente dos veces la Copa de Polonia y cuatro veces más el título de la PLK. 
Su última experiencia en la máxima categoría del baloncesto profesional polaco fue la temporada 2020-21, la cual disputó como parte del Anwil Włocławek.
A partir de 2019 se convirtió en un competidor habitual del circuito de baloncesto 3x3, jugando el Tour Mundial de Baloncesto 3x3 con el equipo Gdansk. En 2021 se unió al equipo Varsovia.
Zamojski fue el abanderado de Polonia junto a Anita Włodarczyk en la ceremonia de apertura de los Juegos Olímpicos de París 2024.

## Selección nacional

### Baloncesto 5x5
Zamojski integró la selección de baloncesto de Polonia que disputó los Eurobasket de 2013, 2015 y 2017, además de haber participado en algunos partidos de la clasificación de FIBA Europa para la Copa Mundial de Baloncesto de 2019.

### Baloncesto 3x3
Como miembro de la selección de baloncesto 3x3 de Polonia, Zamojski jugó la Copa Mundial de Baloncesto 3x3 en tres ocasiones (2019, 2022 y 2023) y el torneo de baloncesto 3x3 de los Juegos Olímpicos de Verano en dos (Tokio 2020 y París 2024). Asimismo disputó tres veces la Copa de Europa 3x3 de Baloncesto Masculino (2019, 2021 y 2022) y fue parte del equipo que obtuvo la medalla de bronce en los Juegos Europeos de 2023. 